# Aeroportul Luoyang Beijiao
Aeroportul Luoyang Beijiao (IATA: LYA, ICAO: ZHLY) este un aeroport din Mengjin District⁠(d), Luoyang, Henan, Republica Populară Chineză ce deservește zona Luoyang. Aeroportul a fost tranzitat în 2022 de 702.016 pasageri. A fost numit după zona deservită.
Situat la o altitudine de 256 m, aeroportul dispune de o singură pistă.